# Лабо, Реми
Реми́ Лабо́ Ласкари́ (фр. Rémy Labeau Lascary; род. 3 марта 2003, Лез-Абим, Гваделупа, Лез-Абим) — французский футболист, нападающий французского «Ланса»

## Клубная карьера
В 2018 году перебрался в академию «Ланса». С 2021 года стал играть за вторую команду «Ланса». В декабре 2022 года стал тренироваться с основной командой. 29 декабря 2022 года дебютировал в Лиге 1, выйдя на замену в гостевом матче чемпионата против «Ниццы» (0:0).

## Статистика
| Выступление      | Выступление      | Выступление      | Лига | Лига | Кубок | Кубок | Итого | Итого |
| Клуб             | Лига             | Сезон            | Игры | Голы | Игры  | Голы  | Игры  | Голы  |
| ---------------- | ---------------- | ---------------- | ---- | ---- | ----- | ----- | ----- | ----- |
| Ланс II          | Насьональ 2      | 2021/22          | 25   | 4    | —     | —     | 25    | 4     |
| Ланс II          | Насьональ 3      | 2022/23          | 9    | 5    | —     | —     | 9     | 5     |
| Ланс II          | Итого            | Итого            | 34   | 9    | —     | —     | 34    | 9     |
| Ланс             | Лига 1           | 2022/23          | 6    | 0    | 2     | 0     | 8     | 0     |
| Ланс             | Итого            | Итого            | 6    | 0    | 2     | 0     | 8     | 0     |
| Всего за карьеру | Всего за карьеру | Всего за карьеру | 40   | 9    | 2     | 0     | 42    | 9     |